# La Meurdraquière
La Meurdraquière is een gemeente in het Franse departement Manche (regio Normandië) en telt 159 inwoners (2005). De plaats maakt deel uit van het arrondissement Coutances.

## Geografie
De oppervlakte van La Meurdraquière bedraagt 7,5 km², de bevolkingsdichtheid is 21,2 inwoners per km².
De onderstaande kaart toont de ligging van La Meurdraquière met de belangrijkste infrastructuur en aangrenzende gemeenten.

## Demografie
Onderstaande figuur toont het verloop van het inwonertal (bron: INSEE-tellingen).

1. ↑  Populations de référence 2022.